# 민승아
민승아는 한국의 트로트 가수이다.

## 앨범
- 2000년 [정규] 아름다운 인생/가슴에 눈물은 왜 못보나요
- 2002년 [정규] 물망초/용서하마/회래